# Neuville-lès-Decize
Neuville-lès-Decize è un comune francese di 286 abitanti situato nel dipartimento della Nièvre nella regione della Borgogna-Franca Contea.

## Società

### Evoluzione demografica
Abitanti censiti